# Incrocio d'amore
Incrocio d'amore (藍色大門S, Lan se da menP) è un film del 2002 diretto da Chih-yen Yee.
È stato presentato alla Quinzaine des Réalisateurs del festival di Cannes.
Il film è conosciuto anche col titolo internazionale Blue Gate Crossing.

## Trama
Yuezhen, la migliore amica dell'adolescente Kerou, è follemente innamorata di Shihao, il ragazzo più ambito della scuola. Yuezhen convince Kerou ad avvicinare Shiaho e a rivelargli i suoi sentimenti per suo conto. Ma Shiaho è in realtà interessato a Kerou. La quale, a sua volta, scopre di essere attratta dall'amica Yuezhen.

## Riconoscimenti
- 2002 - Bratislava International Film Festival
  - Premio speciale della giuria a Chih-yen Yee